# Ostrach
Ostrach település Németországban, azon belül Baden-Württembergben. Lakosainak száma 7104 fő (2023. december 31.).

## Népesség
A település népessége az elmúlt években az alábbi módon változott:
| Lakosok száma | 4529 | 4842 | 4985 | 4963 | 5188 | 6160 | 6829 | 6819 | 6588 | 7104 |
|               | 1961 | 1967 | 1974 | 1980 | 1987 | 1993 | 2000 | 2006 | 2013 | 2023 |